# Filthättemossa
Filthättemossa (Orthotrichum urnigerum) är en bladmossart som beskrevs av Myrin 1833. Filthättemossa ingår i släktet hättemossor, och familjen Orthotrichaceae. Enligt den finländska rödlistan är arten starkt hotad i Finland. Enligt den svenska rödlistan är arten nära hotad i Sverige. Arten förekommer i Götaland och Svealand. Artens livsmiljö är naturlundskogar. Inga underarter finns listade i Catalogue of Life.